# Эдгартаун
Эдгартаун (англ. Edgartown) — город в округе Дьюкс, штат Массачусетс, США. Эдгартаун расположен на острове Мартас-Винъярд и является самым большим городом округа. Население города составляет 4067 человек (2010).
Город основан в 1671 году и назван в честь Эдгарта Стюарта, сына короля Англии Якова II. В XVIII века город стал крупнейшим центром переработки китового жира. В 1974 года в городе проходили съёмки триллера Стивена Спилберга «Челюсти».